# The Other Side of the Wind
The Other Side of The Wind és una pel·lícula inacabada d'Orson Welles (1970-1976). El març de 2017 Netflix va anunciar que produiria una versió finalitzada de l'obra.

## Argument
Un vell realitzador, J J. Hannaford, barreja de John Ford i d'Ernest Hemingway fa el seu retorn a Hollywood després de diversos anys d'exili a Europa. Està acabant una nova pel·lícula per la qual vol posar al desafiament, sobre el terreny, «tot el ventall del jove cinema americà, des dels cinèfils malenconiosos fins a Andy Warhol». S'organitza una festa en el seu honor al seu ranxo per tota la crema de Hollywood en ocasió del seu setantè aniversari. Aquesta vesprada acabarà amb la mort del realitzador al volant del seu cotxe esportiu, sense que se sàpiga si es tracta d'un accident o d'un suïcidi.

## Repartiment
- John Huston: Jake Hannaford
- Peter Bogdanovich: Brooks Otterlake
- Norman Foster: Billy Boyle
- Howard Grossman: Charles Higgam
- Oja Kodar: L'actriu
- Geoffrey Land: Max David
- Lili Palmer: Zarah Valeska
- Joseph McBride: Mr Pister
- Cathy Lucas: Mavis Henscher
- Mercedes McCambridge: Maggie
- Cameron Mitchell: Zimmer
- Bob Random: John Dale
- Benny Robin: Abe Vogel
- Susan Strasberg: Juliette Rich

## Al voltant de la pel·lícula
- Oja Kodar, l'última companya d'Orson Welles, conta al llibre The Other Side of The Wind (Éditions des Cahiers du cinéma / Festival Internacional de Cinema de Locarno, 2005) que la història de la pel·lícula ve de la posada en comú de dues històries inventades respectivament per ella i Welles. Welles hauria tingut la idea del personatge d'Hannaford pel biaix del treball del seu amic Bogdanovich que, abans de fer-se realitzador ell mateix, havia entrevistat nombrosos vells realitzadors que van quedar a banda pel sistema.
- La pel·lícula no hauria sortit, segons la versió de Welles, pel seu soci iranià, cunyat del Shah Mehdi Bousheri que hauria bloquejat els negatius durant diversos anys.
- Orson Welles ha fet difondre dues seqüències d'aquesta pel·lícula en la cerimònia organitzada en el seu honor per a la reposició del «Life Achievement Award» a l'American Film Institute, el 9 de febrer de 1975.
- The Other Side of the Wind es presenta, no com una sola pel·lícula, però com «dues pel·lícules que es desenvolupen en paral·lel, de vegades de manera gairebé simultània. La primera, del qual se suposa que ha estat preparada amb material cinematogràfic, fotogràfic i sonor durant les últimes hores de la vida d'un home (...) és el documental de l'últim dia de la vida d'Hannaford. La segona, la verdadera pel·lícula dirigida per Hannaford, que estava fent abans de morir, es veu en el transcurs del desenvolupament de la primera. Aquesta pel·lícula va ser projectada per als invitats d'Hannaford, a la sala de projecció privada del seu ranxo. Els que veuen la pel·lícula són els personatges de la primera pel·lícula.
- Després d'haver desbloquejat els nombrosos problemes vinculades als drets, Peter Bogdanovich s'ha posat a la feina per intentar acabar el muntatge de la pel·lícula, com Welles li havia demanat,[2] Bogdanovich especula, en una entrevista concedida a la revista Variety el 2009, una estrena de la pel·lícula prevista el maig de 2010 per al Festival de Cannes.[3]

## Welles a propòsit del film
- «No aconseguia dormir i, de cop, he pensat: "tinc una història sobre un vell escenògraf, i fa anys que hi treballo. I estic boig per no fer-la de seguida, abans que ho faci un altre." Perquè el que m'has contat ha hagut d'afectar un punt sensible. El meu personatge, Jake Hannaford, és un masclista, un d'aquests homes de tors pelut. Diverses veus contaran la història. Se sentiran converses gravades, en forma d'entrevistes, es veuran escenes molt diverses que es desenvolupen de manera simultània... Hi haurà gent que escriu un llibre sobre ell, diversos llibres. Documentals... Fotos, pel·lícules, bandes sonores. Ple de testimoniatges... La pel·lícula serà un muntatge de tot aquest material brut. Pensa en el muntatge, quin desafiament, i com en serà de divertit (...) Hi he treballat tant de temps...» (Orson Welles a Peter Bogdanovich).